# Psyllobora nana
Psyllobora nana är en skalbaggsart som beskrevs av Étienne Mulsant 1850. Psyllobora nana ingår i släktet Psyllobora och familjen nyckelpigor. Inga underarter finns listade i Catalogue of Life.